# Grand Prix de Plouay féminin 2020
La 22e édition du Grand Prix de Plouay féminin est une course cycliste qui a lieu le 25 août 2020 en Bretagne. Il s'agit de la troisième manche de l'UCI World Tour féminin. Elle est remportée par la Britannique Elizabeth Deignan.
La course se tient en parallèles des championnats d'Europe, également à Plouay.

## Parcours

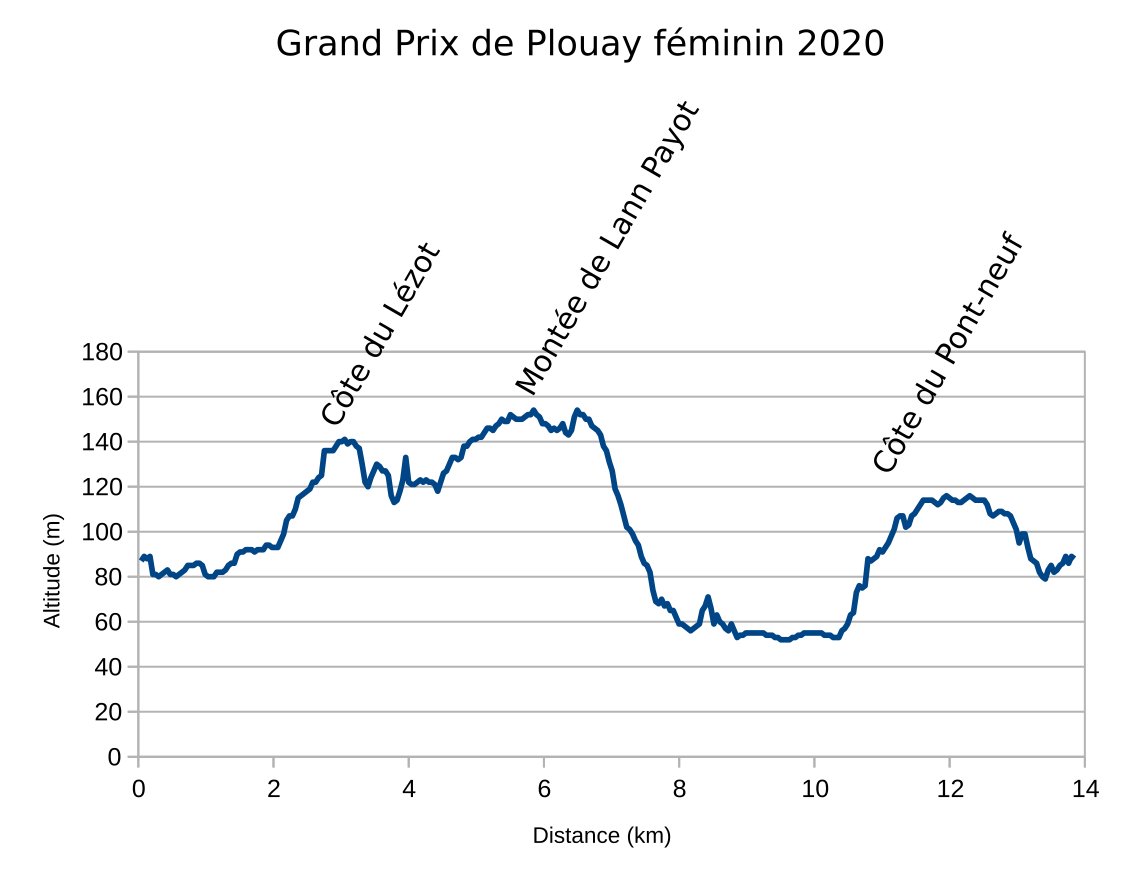
Profil du circuit court

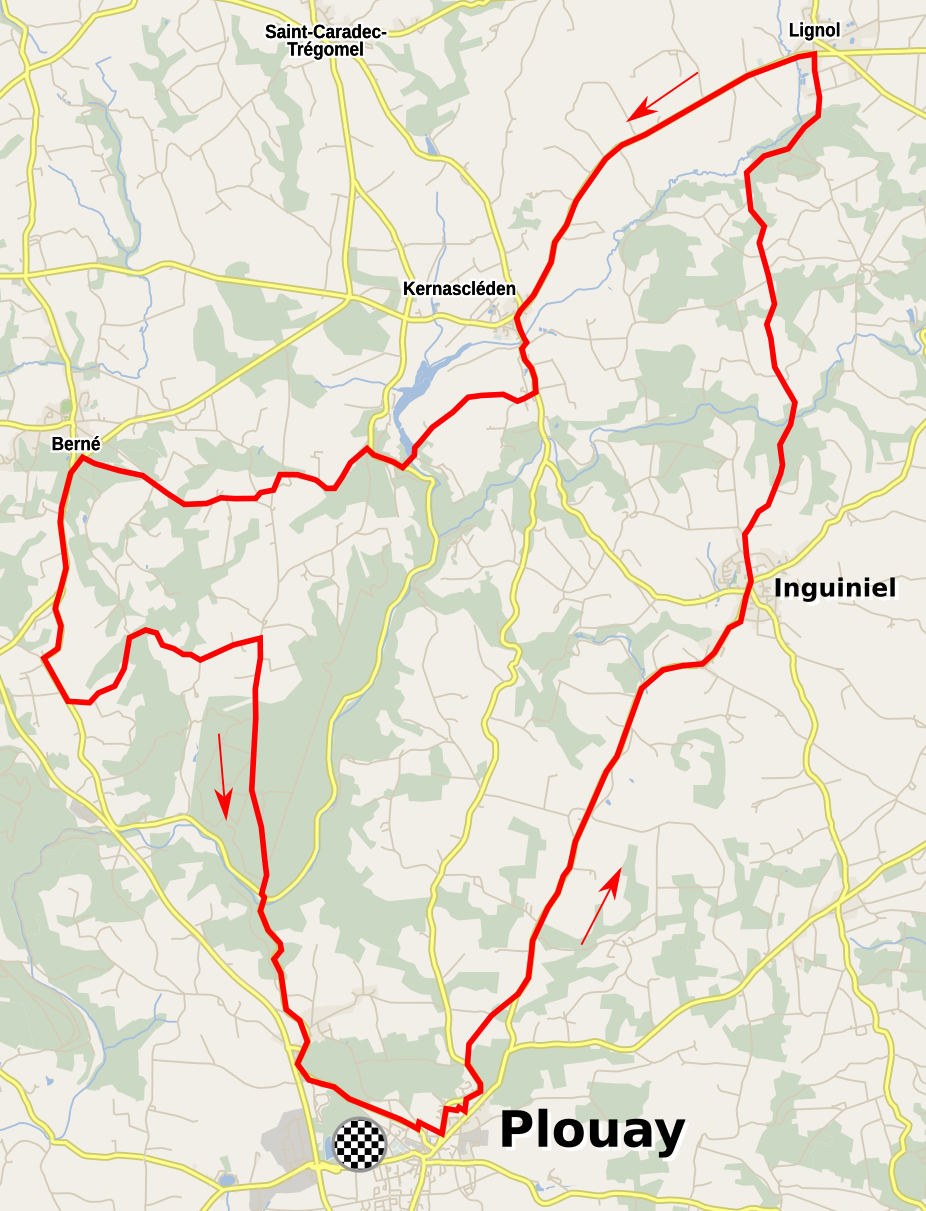
Circuit long

La distance est raccourcie par rapport aux années précédentes à 101,1 km. Le premier tour est long de 44 km. Il est suivi de quatre tours d'environ 14 km autour de Plouay. Il comporte trois côtes : Toul el Len, le Pont-Neuf, et le Lezot.

## Favorites
La vainqueur sortante Anna van der Breggen, vainqueur le samedi du championnat des Pays-Bas et le lundi du championnat d'Europe du contre-la-montre, affiche une grande forme est fait figure de favorite. La leader du classement World Tour Liane Lippert a également une carte à jouer. Annemiek van Vleuten, qui a remporté entre autres les Strade Bianche, est également une des grandes favorites. Katarzyna Niewiadoma, Elisa Longo Borghini, Lizzie Deignan, Marta Bastianelli et Mavi Garcia font partie des outsiders.

## Équipes
| UCI Women's WorldTeams (8)- Canyon-SRAM Racing - Mitchelton-Scott - Alé BTC Ljubljana - CCC-Liv - FDJ-Nouvelle Aquitaine-Futuroscope - Trek-Segafredo - Sunweb Women - Movistar Team Équipes féminines continentales (9)- Boels Dolmans - Parkhotel Valkenburg-Destil - Paule Ka - Cogeas Mettler Look - Arkéa Pro Cycling Team - Ceratizit-WNT Pro Cycling - Charente-Maritime Women Cycling - Valcar-Travel & Service - Lotto Soudal Ladies Équipe régionale et de club- Centre mondial du cyclisme |
| |

## Récit de la course
La météo est venteuse et pluvieuse. La première échappée est Lara Krähemann. Elle se maintient en tête durant tout le premier tour de circuit. Dans l'avant dernier tour, Marlen Reusser attaque sans succès. Une chute importante retarde les favorites. À trente-cinq kilomètres de l'arrivée, Elizabeth Banks place une offensive. Elle est suivie par Elizabeth Deignan. Dix kilomètres plus loin, leur avance est d'une minute. Les favorites se détachent alors du reste du peloton. Dans la dernière ascension de la côte de Lézot, Annemiek van Vleuten accélère ce qui réduit l'écart, mais ne fragmente pas le groupe. La mauvaise coopération anéantit tout espoir de retour sur les deux échappées. Le groupe de poursuite est finalement repris par le peloton. La victoire se joue au sprint entre les deux Britanniques. Elizabeth Deignan s'impose facilement pour la troisième fois. Derrière, Chiara Consonni est la plus rapide du peloton.

## Classements

### Classement final
| \| Classement général \| Classement général \| Classement général \| Classement général \| Classement général \| \| Coureuse \| Coureuse \| Pays \| Équipe \| Temps \| \| ------------------ \| ------------------------- \| ------------------ \| ---------------------------------- \| ------------------ \| \| 1re \| Lizzie Deignan \| Royaume-Uni \| Trek-Segafredo \| 2 h 43 min 40 s \| \| 2e \| Elizabeth Banks \| Royaume-Uni \| Paule Ka \| + 0 s \| \| 3e \| Chiara Consonni \| Italie \| Valcar-Travel & Service \| + 1 min 13 s \| \| 4e \| Marta Bastianelli \| Italie \| Alé BTC Ljubljana \| + 1 min 13 s \| \| 5e \| Elena Cecchini \| Italie \| Canyon-SRAM Racing \| + 1 min 13 s \| \| 6e \| Arianna Fidanza \| Italie \| Lotto Soudal Ladies \| + 1 min 13 s \| \| 7e \| Marta Lach \| Pologne \| CCC-Liv \| + 1 min 13 s \| \| 8e \| Maria Giulia Confalonieri \| Italie \| Ceratizit-WNT Pro Cycling \| + 1 min 13 s \| \| 9e \| Alicia González \| Espagne \| Movistar Team \| + 1 min 13 s \| \| 10e \| Stine Borgli \| Norvège \| FDJ-Nouvelle Aquitaine-Futuroscope \| + 1 min 13 s \| |                           |             |                                    |                 |
| |                           |             |                                    |                 |
| Sources : ProCyclingStats Cycling Quotient |                           |             |                                    |                 |
| Classement général |                           |             |                                    |                 |
| Coureuse | Coureuse                  | Pays        | Équipe                             | Temps           |
| 1re | Lizzie Deignan            | Royaume-Uni | Trek-Segafredo                     | 2 h 43 min 40 s |
| 2e | Elizabeth Banks           | Royaume-Uni | Paule Ka                           | + 0 s           |
| 3e | Chiara Consonni           | Italie      | Valcar-Travel & Service            | + 1 min 13 s    |
| 4e | Marta Bastianelli         | Italie      | Alé BTC Ljubljana                  | + 1 min 13 s    |
| 5e | Elena Cecchini            | Italie      | Canyon-SRAM Racing                 | + 1 min 13 s    |
| 6e | Arianna Fidanza           | Italie      | Lotto Soudal Ladies                | + 1 min 13 s    |
| 7e | Marta Lach                | Pologne     | CCC-Liv                            | + 1 min 13 s    |
| 8e | Maria Giulia Confalonieri | Italie      | Ceratizit-WNT Pro Cycling          | + 1 min 13 s    |
| 9e | Alicia González           | Espagne     | Movistar Team                      | + 1 min 13 s    |
| 10e | Stine Borgli              | Norvège     | FDJ-Nouvelle Aquitaine-Futuroscope | + 1 min 13 s    |

### UCI World Tour

#### Points attribués
| Position           | 1er | 2e  | 3e  | 4e  | 5e  | 6e  | 7e  | 8e  | 9e | 10e | 11e | 12e | 13e | 14e | 15e | 16e à 20e | 21e à 30e | 31e à 40e |
| Classement général | 400 | 320 | 260 | 220 | 180 | 140 | 120 | 100 | 80 | 68  | 56  | 48  | 40  | 32  | 28  | 24        | 16        | 8         |

| Classement par points | Classement par points | Classement par points | Classement par points   | Classement par points |
| Coureuse              | Coureuse              | Pays                  | Équipe                  | Points                |
| --------------------- | --------------------- | --------------------- | ----------------------- | --------------------- |
| 1re                   | Liane Lippert         | Allemagne             | Sunweb                  | 472 pts               |
| 2e                    | Lizzie Deignan        | Royaume-Uni           | Trek-Segafredo          | 408 pts               |
| 3e                    | Annemiek van Vleuten  | Pays-Bas              | Mitchelton-Scott        | 400 pts               |
| 4e                    | Elizabeth Banks       | Royaume-Uni           | Paule Ka                | 328 pts               |
| 5e                    | Mavi García           | Espagne               | Alé BTC Ljubljana       | 320 pts               |
| 6e                    | Arlenis Sierra        | Cuba                  | Astana Women's Team     | 320 pts               |
| 7e                    | Amanda Spratt         | Australie             | Mitchelton-Scott        | 300 pts               |
| 8e                    | Marta Bastianelli     | Italie                | Alé BTC Ljubljana       | 288 pts               |
| 9e                    | Leah Thomas           | États-Unis            | Paule Ka                | 276 pts               |
| 10e                   | Chiara Consonni       | Italie                | Valcar-Travel & Service | 260 pts               |

| Classement par points | Classement par points | Classement par points | Classement par points   | Classement par points |
| Coureuse              | Coureuse              | Pays                  | Équipe                  | Points                |
| --------------------- | --------------------- | --------------------- | ----------------------- | --------------------- |
| 1re                   | Liane Lippert         | Allemagne             | Sunweb                  | 472 pts               |
| 2e                    | Lizzie Deignan        | Royaume-Uni           | Trek-Segafredo          | 408 pts               |
| 3e                    | Annemiek van Vleuten  | Pays-Bas              | Mitchelton-Scott        | 400 pts               |
| 4e                    | Elizabeth Banks       | Royaume-Uni           | Paule Ka                | 328 pts               |
| 5e                    | Mavi García           | Espagne               | Alé BTC Ljubljana       | 320 pts               |
| 6e                    | Arlenis Sierra        | Cuba                  | Astana Women's Team     | 320 pts               |
| 7e                    | Amanda Spratt         | Australie             | Mitchelton-Scott        | 300 pts               |
| 8e                    | Marta Bastianelli     | Italie                | Alé BTC Ljubljana       | 288 pts               |
| 9e                    | Leah Thomas           | États-Unis            | Paule Ka                | 276 pts               |
| 10e                   | Chiara Consonni       | Italie                | Valcar-Travel & Service | 260 pts               |

| Classement du meilleur jeune | Classement du meilleur jeune | Classement du meilleur jeune | Classement du meilleur jeune | Classement du meilleur jeune |
| Coureuse                     | Coureuse                     | Pays                         | Équipe                       | Points                       |
| ---------------------------- | ---------------------------- | ---------------------------- | ---------------------------- | ---------------------------- |

| Classement du meilleur jeune | Classement du meilleur jeune | Classement du meilleur jeune | Classement du meilleur jeune | Classement du meilleur jeune |
| Coureuse                     | Coureuse                     | Pays                         | Équipe                       | Points                       |
| ---------------------------- | ---------------------------- | ---------------------------- | ---------------------------- | ---------------------------- |

| Classement par équipes aux points | Classement par équipes aux points  | Classement par équipes aux points | Classement par équipes aux points |
| Équipe                            | Équipe                             | Pays                              | Points                            |
| --------------------------------- | ---------------------------------- | --------------------------------- | --------------------------------- |
| 1re                               | Trek-Segafredo                     | États-Unis                        | 1004 pts                          |
| 2e                                | Sunweb Women                       | Pays-Bas                          | 892 pts                           |
| 3e                                | Mitchelton-Scott                   | Australie                         | 732 pts                           |
| 4e                                | Paule Ka                           | Suisse                            | 716 pts                           |
| 5e                                | Alé BTC Ljubljana                  | Italie                            | 672 pts                           |
| 6e                                | FDJ-Nouvelle Aquitaine-Futuroscope | France                            | 412 pts                           |
| 7e                                | Astana Women's                     | Kazakhstan                        | 360 pts                           |
| 8e                                | Boels Dolmans                      | Pays-Bas                          | 356 pts                           |
| 9e                                | Valcar-Travel & Service            | Italie                            | 340 pts                           |
| 10e                               | Canyon-SRAM Racing                 | Allemagne                         | 340 pts                           |

| Classement par équipes aux points | Classement par équipes aux points  | Classement par équipes aux points | Classement par équipes aux points |
| Équipe                            | Équipe                             | Pays                              | Points                            |
| --------------------------------- | ---------------------------------- | --------------------------------- | --------------------------------- |
| 1re                               | Trek-Segafredo                     | États-Unis                        | 1004 pts                          |
| 2e                                | Sunweb Women                       | Pays-Bas                          | 892 pts                           |
| 3e                                | Mitchelton-Scott                   | Australie                         | 732 pts                           |
| 4e                                | Paule Ka                           | Suisse                            | 716 pts                           |
| 5e                                | Alé BTC Ljubljana                  | Italie                            | 672 pts                           |
| 6e                                | FDJ-Nouvelle Aquitaine-Futuroscope | France                            | 412 pts                           |
| 7e                                | Astana Women's                     | Kazakhstan                        | 360 pts                           |
| 8e                                | Boels Dolmans                      | Pays-Bas                          | 356 pts                           |
| 9e                                | Valcar-Travel & Service            | Italie                            | 340 pts                           |
| 10e                               | Canyon-SRAM Racing                 | Allemagne                         | 340 pts                           |

## Liste des participantes
| Légende | Légende                                                                    | Légende | Légende                                                    |
| ------- | -------------------------------------------------------------------------- | ------- | ---------------------------------------------------------- |
| Num     | Dossard de départ porté par le coureur sur ce Grand Prix de Plouay         | Pos     | Position à l'arrivée de la course                          |
|         | Indique un maillot de champion national ou mondial, suivi de sa spécialité | NP      | Indique un coureur qui n'a pas pris le départ de la course |
| AB      | Indique un coureur qui n'a pas terminé la course                           | HD      | Indique un coureur qui a terminé la course hors des délais |

| Boels Dolmans DLT | Boels Dolmans DLT                  | Boels Dolmans DLT |
| ----------------- | ---------------------------------- | ----------------- |
| Num               | Coureuse                           | Pos               |
| 1                 | Anna van der Breggen (NED) (route) | AB                |
| 2                 | Chantal van den Broek-Blaak (NED)  | 45e               |
| 3                 | Karol-Ann Canuel (CAN) (route)     | 53e               |
| 4                 | Jip van den Bos (NED)              | 49e               |
| 5                 | Amy Pieters (NED) (route)          | 17e               |
| 6                 | Eva Buurman (NED)                  | 24e               |

| Canyon-SRAM Racing CSR | Canyon-SRAM Racing CSR     | Canyon-SRAM Racing CSR |
| ---------------------- | -------------------------- | ---------------------- |
| Num                    | Coureuse                   | Pos                    |
| 11                     | Alena Amialiusik (BLR)     | 46e                    |
| 12                     | Alice Barnes (GBR) (route) | 68e                    |
| 13                     | Katarzyna Niewiadoma (POL) | AB                     |
| 14                     | Elena Cecchini (ITA)       | 5e                     |
| 15                     | Tanja Erath (GER)          | 60e                    |
| 16                     | Lisa Klein (GER)           | 62e                    |

| Mitchelton-Scott MTS | Mitchelton-Scott MTS               | Mitchelton-Scott MTS |
| -------------------- | ---------------------------------- | -------------------- |
| Num                  | Coureuse                           | Pos                  |
| 21                   | Sarah Roy (AUS)                    | 31e                  |
| 22                   | Gracie Elvin (AUS)                 | NP                   |
| 23                   | Jessica Allen (AUS)                | NP                   |
| 24                   | Annemiek van Vleuten (NED) (route) | 51e                  |
| 25                   | Grace Brown (AUS)                  | 50e                  |
| 26                   | Georgia Williams (NZL)             | NP                   |

| Alé BTC Ljubljana ALE | Alé BTC Ljubljana ALE           | Alé BTC Ljubljana ALE |
| --------------------- | ------------------------------- | --------------------- |
| Num                   | Coureuse                        | Pos                   |
| 31                    | Marta Bastianelli (ITA) (route) | 4e                    |
| 32                    | Eugenia Bujak (SLO)             | 32e                   |
| 33                    | Tatiana Guderzo (ITA)           | 75e                   |
| 34                    | Mavi García (ESP) (route)       | 42e                   |
| 35                    | Urša Pintar (SLO) (route)       | 43e                   |
| 36                    | Urška Žigart (SLO)              | AB                    |

| CCC-Liv CCC | CCC-Liv CCC                    | CCC-Liv CCC |
| ----------- | ------------------------------ | ----------- |
| Num         | Coureuse                       | Pos         |
| 41          | Valerie Demey (BEL)            | 21e         |
| 42          | Marta Lach (POL) (route)       | 7e          |
| 43          | Riejanne Markus (NED)          | 38e         |
| 44          | Evy Kuijpers (NED)             | AB          |
| 45          | Pauliena Rooijakkers (NED)     | 54e         |
| 46          | Agnieszka Skalniak-Sójka (POL) | AB          |

| Parkhotel Valkenburg PHV | Parkhotel Valkenburg PHV | Parkhotel Valkenburg PHV |
| ------------------------ | ------------------------ | ------------------------ |
| Num                      | Coureuse                 | Pos                      |
| 51                       | Anouska Koster (NED)     | 34e                      |
| 52                       | Marit Raaijmakers (NED)  | AB                       |
| 53                       | Belle De Gast (NED)      | AB                       |
| 54                       | Nina Buysman (NED)       | 37e                      |
| 55                       | Demi Vollering (NED)     | 22e                      |
| 56                       | Nancy van der Burg (NED) | 76e                      |

| Arkéa Pro Cycling Team ARK | Arkéa Pro Cycling Team ARK | Arkéa Pro Cycling Team ARK |
| -------------------------- | -------------------------- | -------------------------- |
| Num                        | Coureuse                   | Pos                        |
| 61                         | Sandra Levenez (FRA)       | 72e                        |
| 62                         | Typhaine Laurance (FRA)    | AB                         |
| 63                         | Charlotte Becker (GER)     | 40e                        |
| 64                         | Anaïs Morichon (FRA)       | 55e                        |
| 65                         | Coralie Houdin (FRA)       | 73e                        |
| 66                         | Amandine Fouquenet (FRA)   | AB                         |

| Cogeas-Mettler-Look Pro Cycling Team CGS | Cogeas-Mettler-Look Pro Cycling Team CGS | Cogeas-Mettler-Look Pro Cycling Team CGS |
| ---------------------------------------- | ---------------------------------------- | ---------------------------------------- |
| Num                                      | Coureuse                                 | Pos                                      |
| 71                                       | Noemi Rüegg (SUI)                        | AB                                       |
| 74                                       | Annabel Fisher (GBR)                     | 71e                                      |
| 75                                       | Lara Krähemann (SUI)                     | AB                                       |
| 76                                       | Edwige Pitel (FRA)                       | AB                                       |

| Paule Ka EPK | Paule Ka EPK                     | Paule Ka EPK |
| ------------ | -------------------------------- | ------------ |
| Num          | Coureuse                         | Pos          |
| 81           | Leah Thomas (USA)                | 28e          |
| 82           | Elizabeth Banks (GBR)            | 2e           |
| 83           | Clara Koppenburg (GER)           | AB           |
| 84           | Niamh Fisher-Black (NZL) (route) | AB           |
| 85           | Marlen Reusser (SUI) (route)     | 35e          |
| 86           | Mikayla Harvey (NZL)             | 13e          |

| FDJ-Nouvelle Aquitaine-Futuroscope FDJ | FDJ-Nouvelle Aquitaine-Futuroscope FDJ | FDJ-Nouvelle Aquitaine-Futuroscope FDJ |
| -------------------------------------- | -------------------------------------- | -------------------------------------- |
| Num                                    | Coureuse                               | Pos                                    |
| 91                                     | Cecilie Uttrup Ludwig (DEN)            | 30e                                    |
| 92                                     | Stine Borgli (NOR)                     | 10e                                    |
| 93                                     | Brodie Chapman (AUS)                   | AB                                     |
| 94                                     | Eugénie Duval (FRA)                    | 16e                                    |
| 95                                     | Emilia Fahlin (SWE)                    | 19e                                    |
| 96                                     | Victorie Guilman (FRA)                 | 64e                                    |

| Trek-Segafredo TFS | Trek-Segafredo TFS         | Trek-Segafredo TFS |
| ------------------ | -------------------------- | ------------------ |
| Num                | Coureuse                   | Pos                |
| 101                | Anna Plichta (POL)         | AB                 |
| 102                | Lizzie Deignan (GBR)       | 1re                |
| 103                | Elisa Longo Borghini (ITA) | 29e                |
| 104                | Tayler Wiles (USA)         | 52e                |
| 105                | Ruth Edwards (USA) (route) | 25e                |
| 106                | Trixi Worrack (GER)        | 70e                |

| Sunweb SUN | Sunweb SUN             | Sunweb SUN |
| ---------- | ---------------------- | ---------- |
| Num        | Coureuse               | Pos        |
| 111        | Floortje Mackaij (NED) | 27e        |
| 112        | Alison Jackson (CAN)   | 18e        |
| 113        | Leah Kirchmann (CAN)   | 11e        |
| 114        | Liane Lippert (GER)    | 12e        |
| 115        | Anna Henderson (GBR)   | 63e        |
| 116        | Lorena Wiebes (NED)    | 61e        |

| Charente-Maritime CMW | Charente-Maritime CMW | Charente-Maritime CMW |
| --------------------- | --------------------- | --------------------- |
| Num                   | Coureuse              | Pos                   |
| 121                   | Alice Coutinho (FRA)  | AB                    |
| 122                   | Coralie Demay (FRA)   | AB                    |
| 123                   | Célia Le Mouël (FRA)  | 58e                   |
| 124                   | Manon Minaud (FRA)    | AB                    |
| 125                   | India Grangier (FRA)  | 74e                   |
| 126                   | Noémie Abgrall (FRA)  | 26e                   |

| Movistar Team MOV | Movistar Team MOV       | Movistar Team MOV |
| ----------------- | ----------------------- | ----------------- |
| Num               | Coureuse                | Pos               |
| 131               | Aude Biannic (FRA)      | 15e               |
| 132               | Alicia González (ESP)   | 9e                |
| 133               | Barbara Guarischi (ITA) | 69e               |
| 134               | Sheyla Gutiérrez (ESP)  | AB                |
| 135               | Katrine Aalerud (NOR)   | 67e               |
| 136               | Gloria Rodríguez (ESP)  | NP                |

| Ceratizit-WNT Pro Cycling WNT | Ceratizit-WNT Pro Cycling WNT   | Ceratizit-WNT Pro Cycling WNT |
| ----------------------------- | ------------------------------- | ----------------------------- |
| Num                           | Coureuse                        | Pos                           |
| 141                           | Julie Norman Leth (DEN)         | 66e                           |
| 142                           | Maria Giulia Confalonieri (ITA) | 8e                            |
| 143                           | Kathrin Hammes (GER)            | 47e                           |
| 144                           | Ane Santesteban (ESP)           | 41e                           |
| 145                           | Erica Magnaldi (ITA)            | 48e                           |
| 146                           | Aafke Soet (NED)                | AB                            |

| Valcar-Travel & Service VAL | Valcar-Travel & Service VAL | Valcar-Travel & Service VAL |
| --------------------------- | --------------------------- | --------------------------- |
| Num                         | Coureuse                    | Pos                         |
| 151                         | Marta Cavalli (ITA)         | 20e                         |
| 152                         | Ilaria Sanguineti (ITA)     | 44e                         |
| 153                         | Silvia Persico (ITA)        | 14e                         |
| 154                         | Vittoria Guazzini (ITA)     | AB                          |
| 155                         | Chiara Consonni (ITA)       | 3e                          |
| 156                         | Elena Pirrone (ITA)         | AB                          |

| Lotto Soudal Ladies LSL | Lotto Soudal Ladies LSL          | Lotto Soudal Ladies LSL |
| ----------------------- | -------------------------------- | ----------------------- |
| Num                     | Coureuse                         | Pos                     |
| 161                     | Lotte Kopecky (BEL)              | 23e                     |
| 162                     | Teuntje Beekhuis (NED)           | 36e                     |
| 163                     | Danielle Christmas (GBR)         | 39e                     |
| 164                     | Arianna Fidanza (ITA)            | 6e                      |
| 165                     | Abby-Mae Parkinson (GBR)         | 56e                     |
| 166                     | Jesse Vandenbulcke (BEL) (route) | 33e                     |

| Centre mondial du cyclisme WCC | Centre mondial du cyclisme WCC | Centre mondial du cyclisme WCC |
| ------------------------------ | ------------------------------ | ------------------------------ |
| Num                            | Coureuse                       | Pos                            |
| 171                            | Anastasiya Kolesava (BLR)      | AB                             |
| 172                            | Catalina Soto (CHI)            | 57e                            |
| 173                            | Eyeru Tesfoam Gebru (ETH)      | 59e                            |
| 174                            | Akvilė Gedraitytė (LTU)        | AB                             |
| 175                            | Magdeleine Vallieres (CAN)     | 65e                            |
| 176                            | Tereza Medvedová (SVK) (route) | AB                             |

| Boels Dolmans DLT | Boels Dolmans DLT                  | Boels Dolmans DLT |
| ----------------- | ---------------------------------- | ----------------- |
| Num               | Coureuse                           | Pos               |
| 1                 | Anna van der Breggen (NED) (route) | AB                |
| 2                 | Chantal van den Broek-Blaak (NED)  | 45e               |
| 3                 | Karol-Ann Canuel (CAN) (route)     | 53e               |
| 4                 | Jip van den Bos (NED)              | 49e               |
| 5                 | Amy Pieters (NED) (route)          | 17e               |
| 6                 | Eva Buurman (NED)                  | 24e               |

| Canyon-SRAM Racing CSR | Canyon-SRAM Racing CSR     | Canyon-SRAM Racing CSR |
| ---------------------- | -------------------------- | ---------------------- |
| Num                    | Coureuse                   | Pos                    |
| 11                     | Alena Amialiusik (BLR)     | 46e                    |
| 12                     | Alice Barnes (GBR) (route) | 68e                    |
| 13                     | Katarzyna Niewiadoma (POL) | AB                     |
| 14                     | Elena Cecchini (ITA)       | 5e                     |
| 15                     | Tanja Erath (GER)          | 60e                    |
| 16                     | Lisa Klein (GER)           | 62e                    |

| Mitchelton-Scott MTS | Mitchelton-Scott MTS               | Mitchelton-Scott MTS |
| -------------------- | ---------------------------------- | -------------------- |
| Num                  | Coureuse                           | Pos                  |
| 21                   | Sarah Roy (AUS)                    | 31e                  |
| 22                   | Gracie Elvin (AUS)                 | NP                   |
| 23                   | Jessica Allen (AUS)                | NP                   |
| 24                   | Annemiek van Vleuten (NED) (route) | 51e                  |
| 25                   | Grace Brown (AUS)                  | 50e                  |
| 26                   | Georgia Williams (NZL)             | NP                   |

| Alé BTC Ljubljana ALE | Alé BTC Ljubljana ALE           | Alé BTC Ljubljana ALE |
| --------------------- | ------------------------------- | --------------------- |
| Num                   | Coureuse                        | Pos                   |
| 31                    | Marta Bastianelli (ITA) (route) | 4e                    |
| 32                    | Eugenia Bujak (SLO)             | 32e                   |
| 33                    | Tatiana Guderzo (ITA)           | 75e                   |
| 34                    | Mavi García (ESP) (route)       | 42e                   |
| 35                    | Urša Pintar (SLO) (route)       | 43e                   |
| 36                    | Urška Žigart (SLO)              | AB                    |

| CCC-Liv CCC | CCC-Liv CCC                    | CCC-Liv CCC |
| ----------- | ------------------------------ | ----------- |
| Num         | Coureuse                       | Pos         |
| 41          | Valerie Demey (BEL)            | 21e         |
| 42          | Marta Lach (POL) (route)       | 7e          |
| 43          | Riejanne Markus (NED)          | 38e         |
| 44          | Evy Kuijpers (NED)             | AB          |
| 45          | Pauliena Rooijakkers (NED)     | 54e         |
| 46          | Agnieszka Skalniak-Sójka (POL) | AB          |

| Parkhotel Valkenburg PHV | Parkhotel Valkenburg PHV | Parkhotel Valkenburg PHV |
| ------------------------ | ------------------------ | ------------------------ |
| Num                      | Coureuse                 | Pos                      |
| 51                       | Anouska Koster (NED)     | 34e                      |
| 52                       | Marit Raaijmakers (NED)  | AB                       |
| 53                       | Belle De Gast (NED)      | AB                       |
| 54                       | Nina Buysman (NED)       | 37e                      |
| 55                       | Demi Vollering (NED)     | 22e                      |
| 56                       | Nancy van der Burg (NED) | 76e                      |

| Arkéa Pro Cycling Team ARK | Arkéa Pro Cycling Team ARK | Arkéa Pro Cycling Team ARK |
| -------------------------- | -------------------------- | -------------------------- |
| Num                        | Coureuse                   | Pos                        |
| 61                         | Sandra Levenez (FRA)       | 72e                        |
| 62                         | Typhaine Laurance (FRA)    | AB                         |
| 63                         | Charlotte Becker (GER)     | 40e                        |
| 64                         | Anaïs Morichon (FRA)       | 55e                        |
| 65                         | Coralie Houdin (FRA)       | 73e                        |
| 66                         | Amandine Fouquenet (FRA)   | AB                         |

| Cogeas-Mettler-Look Pro Cycling Team CGS | Cogeas-Mettler-Look Pro Cycling Team CGS | Cogeas-Mettler-Look Pro Cycling Team CGS |
| ---------------------------------------- | ---------------------------------------- | ---------------------------------------- |
| Num                                      | Coureuse                                 | Pos                                      |
| 71                                       | Noemi Rüegg (SUI)                        | AB                                       |
| 74                                       | Annabel Fisher (GBR)                     | 71e                                      |
| 75                                       | Lara Krähemann (SUI)                     | AB                                       |
| 76                                       | Edwige Pitel (FRA)                       | AB                                       |

| Paule Ka EPK | Paule Ka EPK                     | Paule Ka EPK |
| ------------ | -------------------------------- | ------------ |
| Num          | Coureuse                         | Pos          |
| 81           | Leah Thomas (USA)                | 28e          |
| 82           | Elizabeth Banks (GBR)            | 2e           |
| 83           | Clara Koppenburg (GER)           | AB           |
| 84           | Niamh Fisher-Black (NZL) (route) | AB           |
| 85           | Marlen Reusser (SUI) (route)     | 35e          |
| 86           | Mikayla Harvey (NZL)             | 13e          |

| FDJ-Nouvelle Aquitaine-Futuroscope FDJ | FDJ-Nouvelle Aquitaine-Futuroscope FDJ | FDJ-Nouvelle Aquitaine-Futuroscope FDJ |
| -------------------------------------- | -------------------------------------- | -------------------------------------- |
| Num                                    | Coureuse                               | Pos                                    |
| 91                                     | Cecilie Uttrup Ludwig (DEN)            | 30e                                    |
| 92                                     | Stine Borgli (NOR)                     | 10e                                    |
| 93                                     | Brodie Chapman (AUS)                   | AB                                     |
| 94                                     | Eugénie Duval (FRA)                    | 16e                                    |
| 95                                     | Emilia Fahlin (SWE)                    | 19e                                    |
| 96                                     | Victorie Guilman (FRA)                 | 64e                                    |

| Trek-Segafredo TFS | Trek-Segafredo TFS         | Trek-Segafredo TFS |
| ------------------ | -------------------------- | ------------------ |
| Num                | Coureuse                   | Pos                |
| 101                | Anna Plichta (POL)         | AB                 |
| 102                | Lizzie Deignan (GBR)       | 1re                |
| 103                | Elisa Longo Borghini (ITA) | 29e                |
| 104                | Tayler Wiles (USA)         | 52e                |
| 105                | Ruth Edwards (USA) (route) | 25e                |
| 106                | Trixi Worrack (GER)        | 70e                |

| Sunweb SUN | Sunweb SUN             | Sunweb SUN |
| ---------- | ---------------------- | ---------- |
| Num        | Coureuse               | Pos        |
| 111        | Floortje Mackaij (NED) | 27e        |
| 112        | Alison Jackson (CAN)   | 18e        |
| 113        | Leah Kirchmann (CAN)   | 11e        |
| 114        | Liane Lippert (GER)    | 12e        |
| 115        | Anna Henderson (GBR)   | 63e        |
| 116        | Lorena Wiebes (NED)    | 61e        |

| Charente-Maritime CMW | Charente-Maritime CMW | Charente-Maritime CMW |
| --------------------- | --------------------- | --------------------- |
| Num                   | Coureuse              | Pos                   |
| 121                   | Alice Coutinho (FRA)  | AB                    |
| 122                   | Coralie Demay (FRA)   | AB                    |
| 123                   | Célia Le Mouël (FRA)  | 58e                   |
| 124                   | Manon Minaud (FRA)    | AB                    |
| 125                   | India Grangier (FRA)  | 74e                   |
| 126                   | Noémie Abgrall (FRA)  | 26e                   |

| Movistar Team MOV | Movistar Team MOV       | Movistar Team MOV |
| ----------------- | ----------------------- | ----------------- |
| Num               | Coureuse                | Pos               |
| 131               | Aude Biannic (FRA)      | 15e               |
| 132               | Alicia González (ESP)   | 9e                |
| 133               | Barbara Guarischi (ITA) | 69e               |
| 134               | Sheyla Gutiérrez (ESP)  | AB                |
| 135               | Katrine Aalerud (NOR)   | 67e               |
| 136               | Gloria Rodríguez (ESP)  | NP                |

| Ceratizit-WNT Pro Cycling WNT | Ceratizit-WNT Pro Cycling WNT   | Ceratizit-WNT Pro Cycling WNT |
| ----------------------------- | ------------------------------- | ----------------------------- |
| Num                           | Coureuse                        | Pos                           |
| 141                           | Julie Norman Leth (DEN)         | 66e                           |
| 142                           | Maria Giulia Confalonieri (ITA) | 8e                            |
| 143                           | Kathrin Hammes (GER)            | 47e                           |
| 144                           | Ane Santesteban (ESP)           | 41e                           |
| 145                           | Erica Magnaldi (ITA)            | 48e                           |
| 146                           | Aafke Soet (NED)                | AB                            |

| Valcar-Travel & Service VAL | Valcar-Travel & Service VAL | Valcar-Travel & Service VAL |
| --------------------------- | --------------------------- | --------------------------- |
| Num                         | Coureuse                    | Pos                         |
| 151                         | Marta Cavalli (ITA)         | 20e                         |
| 152                         | Ilaria Sanguineti (ITA)     | 44e                         |
| 153                         | Silvia Persico (ITA)        | 14e                         |
| 154                         | Vittoria Guazzini (ITA)     | AB                          |
| 155                         | Chiara Consonni (ITA)       | 3e                          |
| 156                         | Elena Pirrone (ITA)         | AB                          |

| Lotto Soudal Ladies LSL | Lotto Soudal Ladies LSL          | Lotto Soudal Ladies LSL |
| ----------------------- | -------------------------------- | ----------------------- |
| Num                     | Coureuse                         | Pos                     |
| 161                     | Lotte Kopecky (BEL)              | 23e                     |
| 162                     | Teuntje Beekhuis (NED)           | 36e                     |
| 163                     | Danielle Christmas (GBR)         | 39e                     |
| 164                     | Arianna Fidanza (ITA)            | 6e                      |
| 165                     | Abby-Mae Parkinson (GBR)         | 56e                     |
| 166                     | Jesse Vandenbulcke (BEL) (route) | 33e                     |

| Centre mondial du cyclisme WCC | Centre mondial du cyclisme WCC | Centre mondial du cyclisme WCC |
| ------------------------------ | ------------------------------ | ------------------------------ |
| Num                            | Coureuse                       | Pos                            |
| 171                            | Anastasiya Kolesava (BLR)      | AB                             |
| 172                            | Catalina Soto (CHI)            | 57e                            |
| 173                            | Eyeru Tesfoam Gebru (ETH)      | 59e                            |
| 174                            | Akvilė Gedraitytė (LTU)        | AB                             |
| 175                            | Magdeleine Vallieres (CAN)     | 65e                            |
| 176                            | Tereza Medvedová (SVK) (route) | AB                             |

### Prix
Les prix suivants sont distribués :
| Position | 1er     | 2e      | 3e    | 4e    | 5e    | 6e    | 7e    | 8e    | 9e    | 10e   |
| Prix     | 1 395 € | 1 030 € | 690 € | 415 € | 350 € | 305 € | 275 € | 240 € | 205 € | 180 € |

En sus, les coureuses placées de la 11e à la 15e place gagnent 145 €, celles placées de la 16e à la 20e place 110 €.